# Kerk van Kantens
De Antoniuskerk staat op het hoogste punt van de dorpswierde in Kantens. De kerk is vooral bekend door de forse steunbeer.
De onderbouw van de toren en het westelijke deel van het schip dateert van omstreeks 1200. Dit oudste deel van de kerk heeft een romaans karakter. Het schip heeft aan beide zijden een rondboogfries en een spaarveld. Aan de noordzijde bevinden zich rondboogvensters.
Het schip en het koor werden in de tweede helft van de 13e eeuw uitgebouwd in een romanogotische stijl. De ingebouwde toren is omstreeks 1500 verhoogd. De steunbeer is in de 16e eeuw tegen de toren geplaatst.
De preekstoel is in 1741 vervaardigd naar een ontwerp van Jan Bitter met houtsnijwerk van Casper Struiwig. Het kerkorgel stamt uit 1661 en is waarschijnlijk gebouwd door Hendrick en Johannes Huis. In 1821 heeft Johannes Wilhelmus Timpe het gerestaureerd, waarbij hij het rugpositief leeg liet. Dat werd pas in 2007 door Hendrik Ahrend weer speelbaar gemaakt.

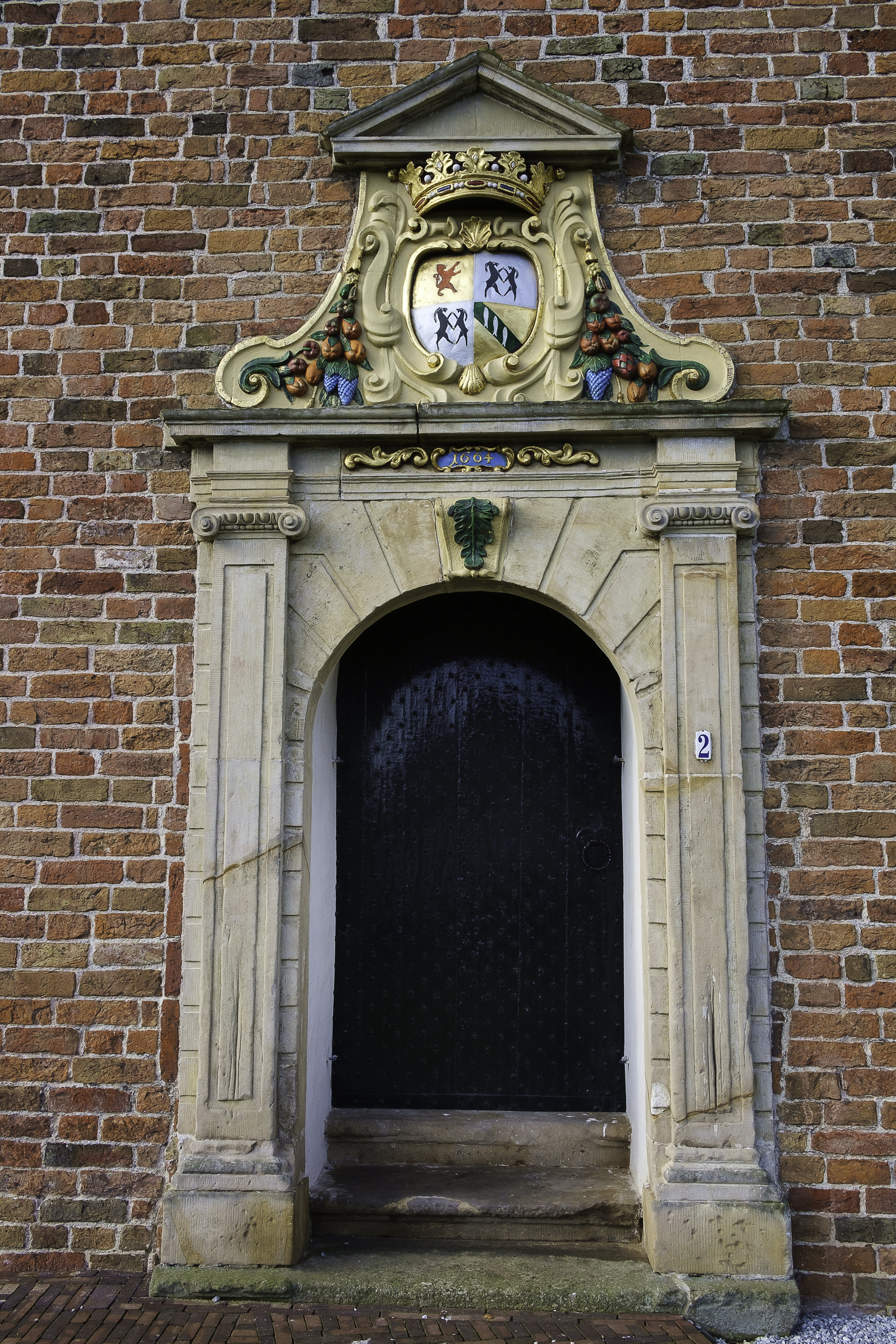
Ingang van het geslacht Lewe naar de Antoniuskerk
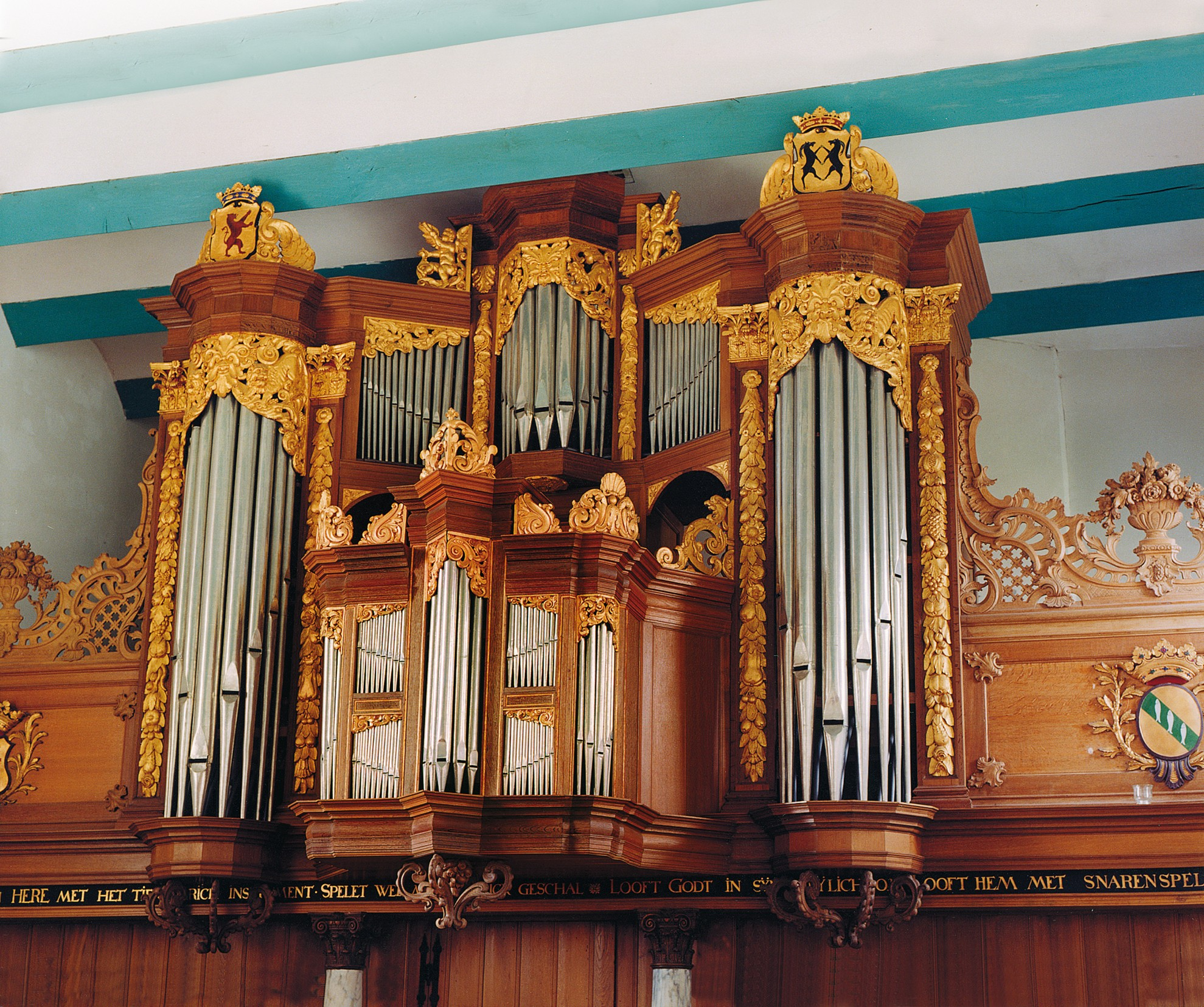
Het orgel uit 1661